# Sportjahr 1856
Liste der Sportjahre

◄ | 1852 | 1854 | 1855 | Sportjahr 1856 | 1857 | 1858 | 1859 | 1860 | ► | ►►

Weitere Ereignisse

## Ereignisse

### Rennergebnisse
- Cambridge gewinnt am 15. März das 13. Boat Race gegen Oxford in 25′45″. Das bisher in unregelmäßigen Abständen abgehaltene Bootsrennen wird von nun an jährlich durchgeführt.
- Juni: My Hope gewinnt das 23. Union-Rennen auf dem Tempelhofer Feld.

### Vereinsgründungen
- 13. Oktober: Auf Initiative von Hermann von Hanneken wird der Aachener Schachverein 1856 gegründet.

- In der Provinz Kanada wird der erste Lacrosse-Club, der Montréal Lacrosse Club gegründet.

## Geboren
- 25. Februar: Mathias Zdarsky, österreichischer Skipionier († 1940)

- 10. März: Albert de Dion, französischer Automobilpionier und -rennfahrer († 1946)
- 20. März: Frederick Winslow Taylor, US-amerikanischer Tennisspieler und Ingenieur († 1915)
- 30. März: Charles Waldstein, englisch-amerikanischer Sportschütze und Klassischer Archäologe († 1927)

- 10. April: Philip Tomalin, britischer Cricket- und Fußballspieler († 1940)
- 26. April: Sidney Merlin, britischer Sportschütze († 1951)

- 6. Juni: George Lacy Hillier, englischer Radsportler und Autor († 1941)

- 5. Juli: Ion Keith-Falconer, britischer Radrennfahrer, Gelehrter und Missionar († 1887)

- 31. August: Harry Kerr, kanadischer Sportschütze († 1936)

- 21. Oktober: Josef Noa, österreichisch-ungarischer Richter und Schachspieler († 1903)
- 22. Oktober: Dominique Gardères, französischer Reiter († unbekannt)
- 24. Oktober: John Jellico, britischer Segler († 1925)

- 19. November: Simon Sinowjewitsch Alapin, russischer Schachspieler († 1923)

- 22. Dezember: Jules Trinité, französischer Sportschütze († 1921)

- William Ellicott, britischer Sportschütze († 1933)